# Arna (insecte)

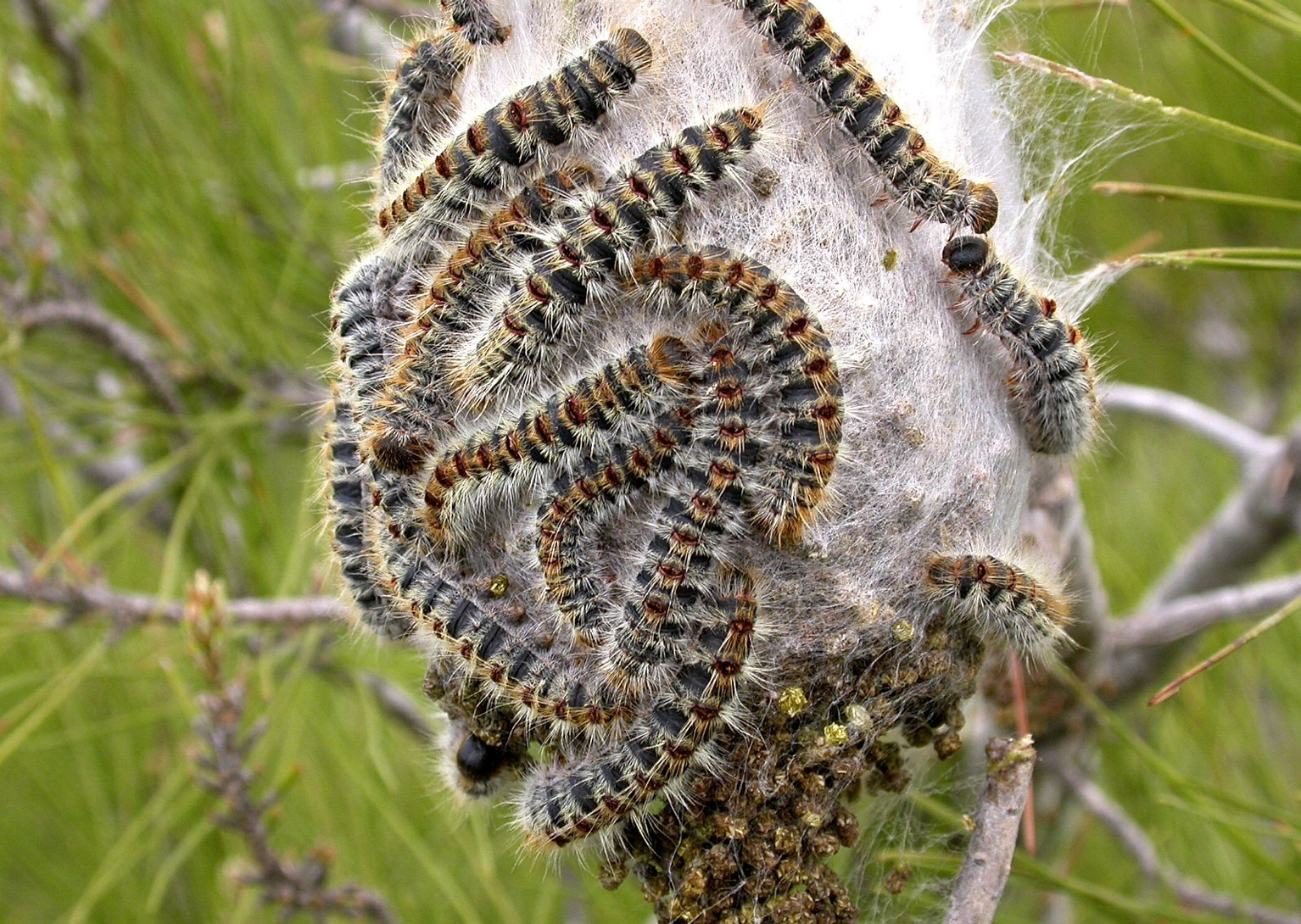
Processionària del pi (Thaumetopoea pityocampa)

Les arnes són insectes lepidòpters d'hàbits generalment nocturns i que no són papallones, és a dir, que no s'agrupen dins la superfamília Papilionoidea (l'antic subordre dels ropalòcers). Moltes de les arnes pertanyen a les famílies dels tinèids i els piràlids, dins el subordre clàssic dels heteròcers, però aquest grup és parafilètic, motiu pel qual actualment no s'empra en les classificacions taxonòmiques modernes.
Moltes de les espècies d'arna tenen larves que ataquen teixits naturals i productes emmagatzemats com ara aliments o tèxtils, i també se les coneix, en llenguatge comú, com a tinyes, queres, palometes o corcs de la roba.

## Ecologia

### Importància ecològica
Les arnes, com les papallones diürnes, les abelles i altres insectes pol·linitzadors, exerceixen un paper essencial com a pol·linitzadors de moltes plantes amb flors, incloent-hi espècies que les abelles no pol·linitzen. Les arnes volen de flor en flor per alimentar-se de nèctar durant la nit, igual que els seus parents diürns ho fan durant el dia. Un estudi realitzat al Regne Unit va trobar arnes amb pol·len de 47 espècies de plantes diferents, tot incloent set espècies en gran part ignorades per les abelles. Algunes investigacions indiquen que determinades espècies de arnes, com les que pertanyen a les famílies Erebidae i Sphingidae, poden ser els pol·linitzadors clau per a algunes plantes amb flors a l'ecosistema de l'Himàlaia. El paper de les arnes com a pol·linitzadors ha estat estudiat menys sovint que el dels pol·linitzadors diürns, però estudis recents han establert que les arnes són pol·linitzadors importants (tot i que sovint passen desapercebuts) de moltes plantes que floreixen durant la nit. Alguns investigadors afirmen que és probable que moltes plantes que se suposa que depenen de les abelles per a la pol·linització també depenguin directament de les arnes, les quals històricament han estat menys observades perquè pol·litzen principalment durant la nit.

### Depredadors i paràsits

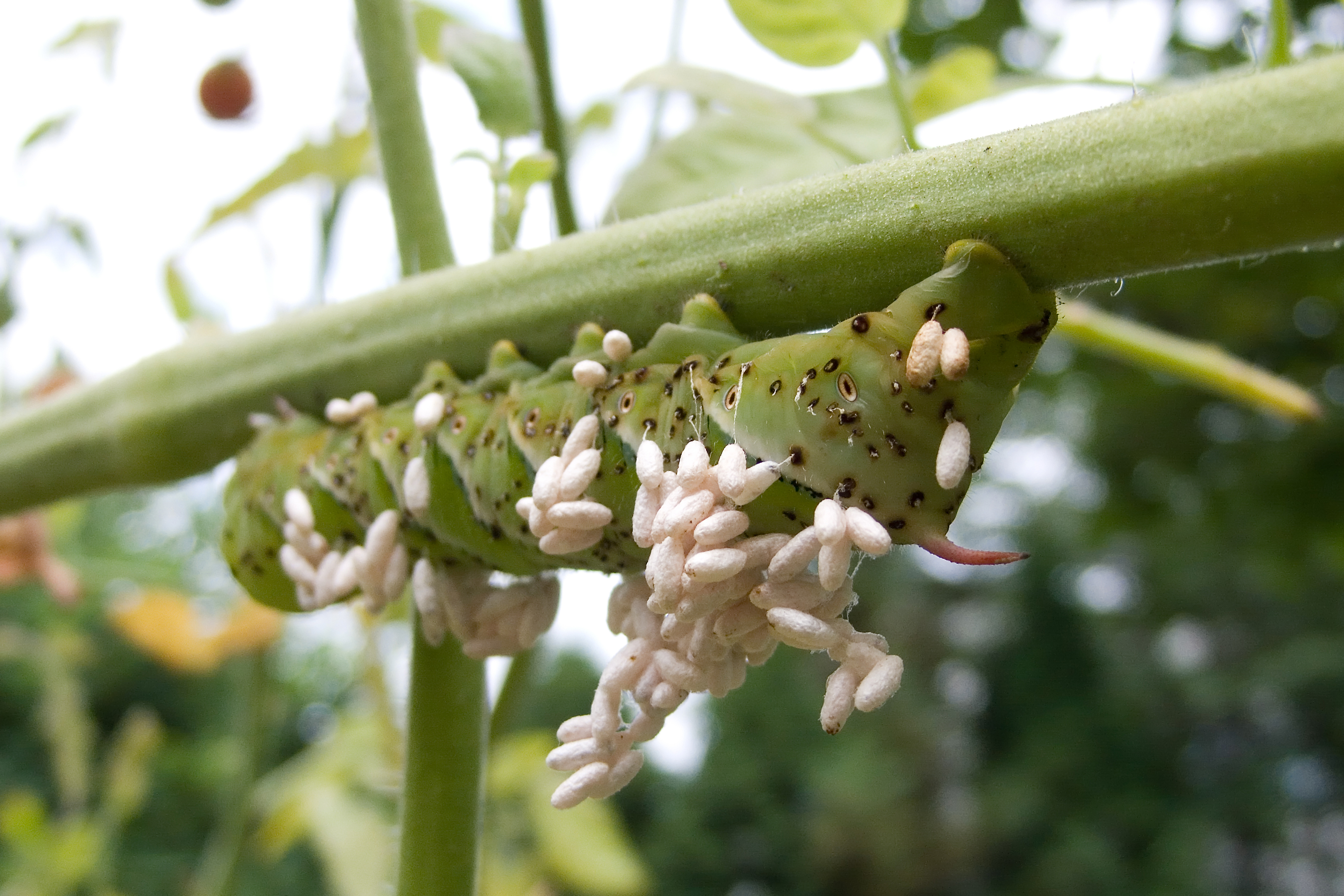
Arna del tabac parasitada per larves de Cotesia congregata.

Els insectívors nocturns sovint es mengen les arnes; aquests inclouen alguns ratpenats, algunes espècies de rapinyaires nocturns i altres espècies d'ocells nocturns o crepusculars. Les arnes també són menjades per algunes espècies de rèptils, amfibis, gats, gossos, rosegadors i alguns ossos. Les larves de les arnes són vulnerables a la parasitació per part de vespes parasitoides (Ichneumonidae). Els baculovirus són virus d'insectes de doble cadena d'ADN que esdevenen principalment agents de control biològic. Formen part del Baculoviridae, una família restringida als insectes.
Hi ha evidència que els ultrasons emesos pels ratpenats provoquen que les arnes en vol facin maniobres d'evitació. Les freqüències ultrasòniques desencadenen una reacció reflexa en l'arna que la fa caure uns centímetres en el seu vol per evitar l'atac, i els arctinis poden emetre clics per confondre l'ecolocalització dels ratpenats. El fong Ophiocordyceps sinensis infecta les larves de moltes espècies diferents d'arna.

### Fototàxia
Les arnes apareixen sovint voltant les llums artificials però la raó d'aquest comportament (fototàxia) és desconeguda actualment. Una hipòtesi anomenada orientació celeste o transversal sosté que, mitjançant el manteniment d'una relació angular constant amb una llum celeste brillant, com la Lluna o les estrelles, poden volar en línia recta. Els objectes celestes es troben tan llunyans que, fins i tot després de recórrer grans distàncies, el canvi d'angle entre l'arna i la font de llum és negligible; a més, la Lluna sempre estarà a la part superior del camp visual o a l'horitzó. Quan una arna es troba amb una llum artificial molt més propera i l'utilitza per a la navegació, l'angle canvia de manera notable després de només una curta distància, a més de sovint estar per sota de l'horitzó. L'arna intenta instintivament corregir-ho girant cap a la llum, fet que provoca que les arnes en vol puguin caure cap avall i resulta en un trajecte de vol espiral que s'acosta cada vegada més a la font de llum.
Els estudis han descobert que la contaminació lumínica causada per l'increment de l'ús de llums artificials ha portat a una severa disminució de la població de arnes en algunes parts del món o ha alterat severament la pol·linització nocturna.

## Relació de les arnes amb els humans

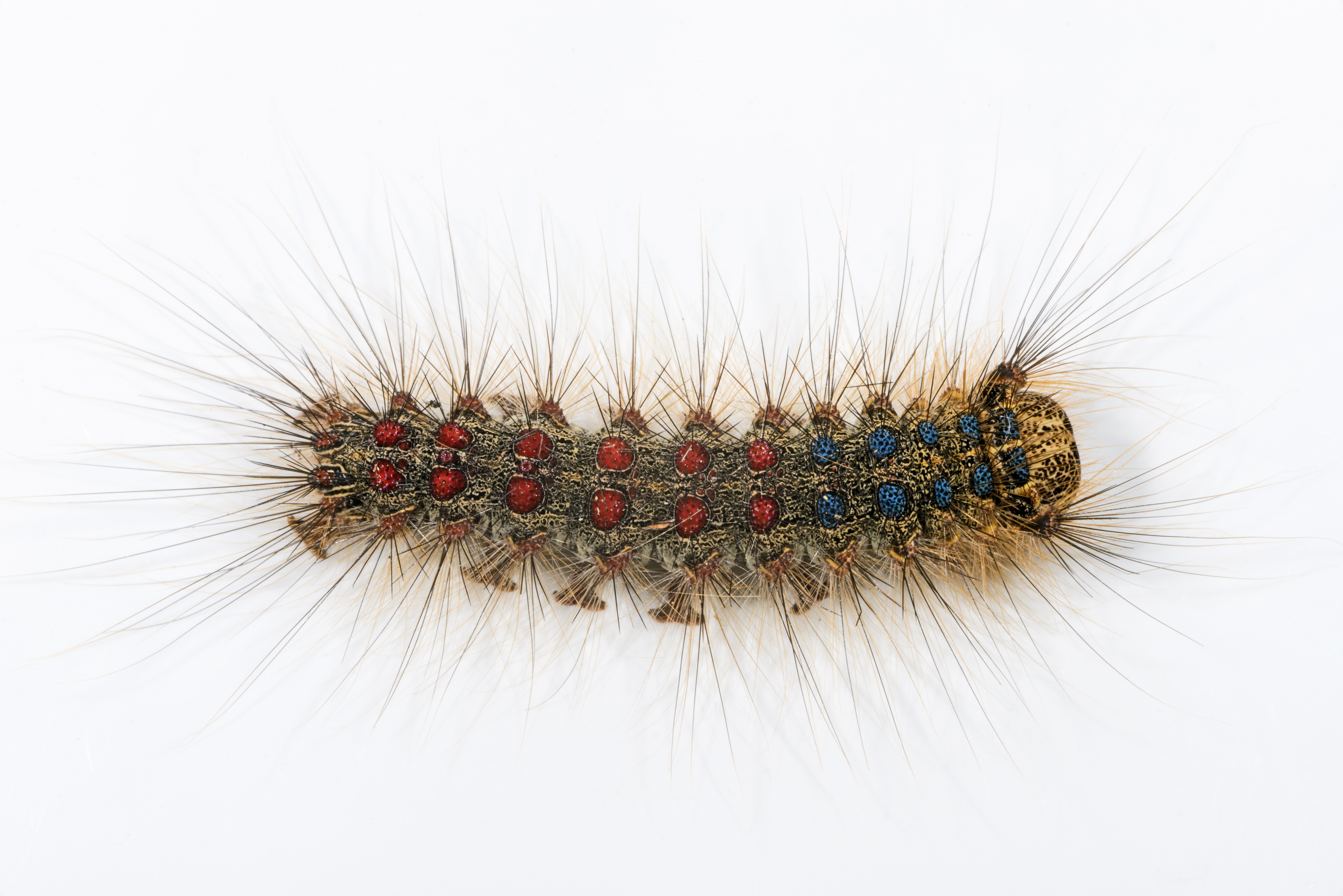
Lymantria dispar (cuca peluda del suro)

### Impactes negatius en l'economia

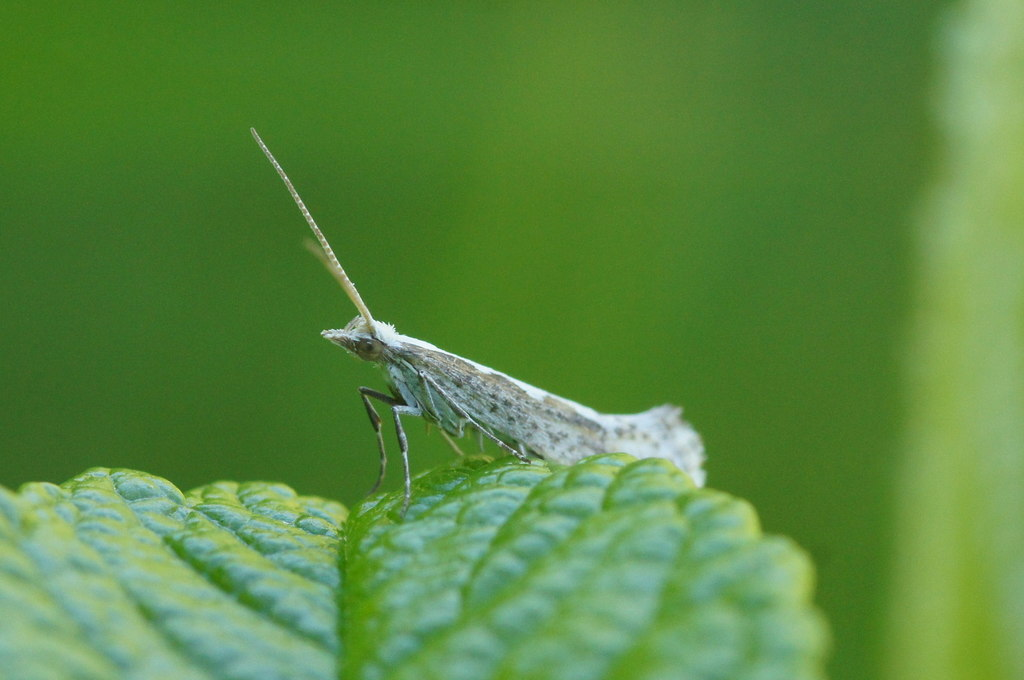
Plutella xylostella (arna dors de diamant)

Algunes arnes, especialment les seves erugues, poden ser plagues agrícoles importants en moltes parts del món; per exemple, les arnes dels gèneres Ostrinia o Helicoverpa. Les orugues de la cuca peluda del suro (Lymantria dispar) han causat danys greus als boscos del nord-est dels Estats Units, on es considera una espècie invasora. En els climes temperats, la carpocapsa (Cydia pomonella) causa danys importants a les explotacions fruiteres. En clumes tropicals i subtropicals l'arna dors de diamant (Plutella xylostella) representa una de les plagues més greus en les explotacions de crucíferes. També a l'Àfrica subsahariana, les erugues del gènere Eldana són una plaga important de la canya de sucre, el blat de moro i el sorgo.
Diverses arnes de la família Tineidae són considerades comunes com a plagues ja que les seves larves mengen teixits com ara roba i mantes fetes de fibres proteiques naturals com la llana o la seda. Menys probable és que mengin materials mixtos que continguin algunes fibres artificials. Hi ha informes que suggereixen que poden ser repel·lides per l'olor de la fusta de ginebre i xiprer, per l'espígol o per altres olis naturals; no obstant això, molts consideren que això és poc probable per prevenir la infestació. La naftalina (el producte químic utilitzat en les boles antiarnes) es considera més efectiva, però hi ha preocupacions sobre els seus efectes en la salut humana. Les larves de les arnes poden ser mortes congelant els objectes que infesten durant diversos dies a una temperatura inferior a -8 °C (18 °F).

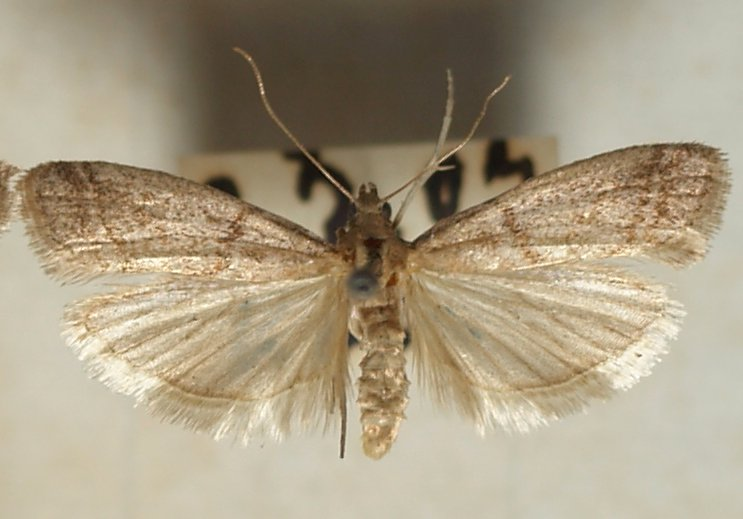
Ephestia elutella (arna del tabac)

Tot i que les arnes són famoses per menjar roba, la majoria de les espècies no ho fan, i alguns adults de papallona ni tan sols mengen. Algunes, com l'Actias luna, l'Antheraea polyphemus, l'Attacus atlas, la Callosamia promethea, la Hyalophora cecropia i altres arnes de grans mides, no tenen boques funcionals. Això és possible perquè viuen dels aliments emmagatzemats durant la seva fase d'eruga i només viuen una curta estona com a adults (aproximadament una setmana per a algunes espècies). No obstant això, els adults demoltes espècies d'arna sí que mengen; per exemple, moltes beuen nèctar.
Altres arnes que causen perjudicis a l'activitat econòmica humana són l'arna de la roba comuna (Tineola bisselliella), l'arna de les catifes o de les estores (Trichophaga tapetzella), l'arna del gra (Pyralis farinalis), l'arna del farratge (Hypsopygia costalis), l'arna del tabac (Ephestia elutella), l'arna grossa de la cera (Galleria mellonella), l'arna de la iuca, l'arna del tomàquet (Tuta absoluta), i el gènere Heliothis. Generalment presenten noms prou eloqüents que fan referència als productes dels que s'alimenten.

### Valor econòmic de les arnes i les seves larves
Algunes arnes es crien pel seu valor econòmic. La més notable és el cuc de seda, la larva de l'arna domesticada Bombyx mori, que es cria per a obtenir la seda amb la qual construeix el seu capoll. Des de 2002, la indústria de la seda produeix més de 130 milions de quilograms de seda en brut, amb un valor d'uns 250 milions d'euros cada any.

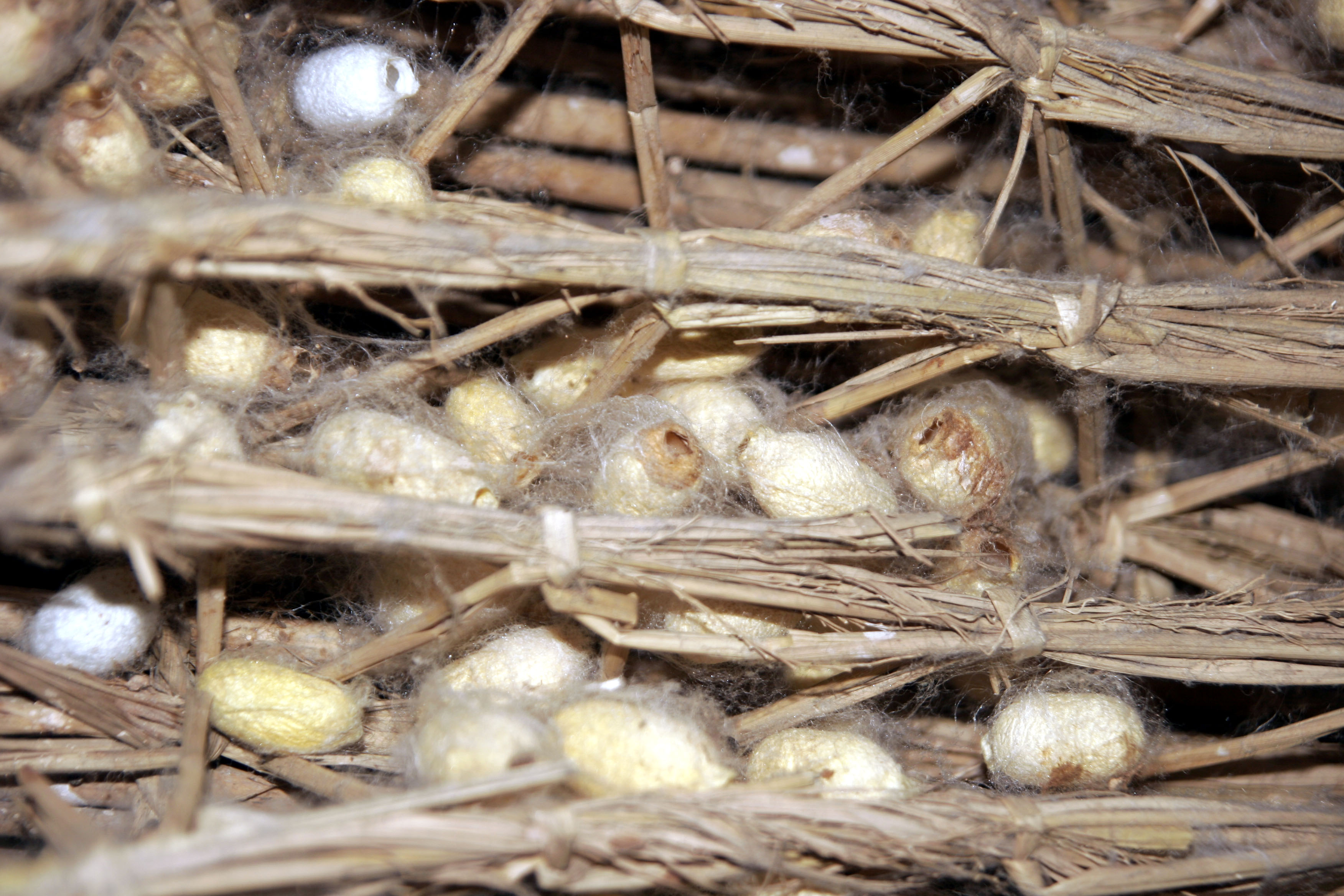
Capolls buits de cuc de seda.

Tanmateix, no tota la seda és produïda per les erugues de l'espècie Bombyx mori. Hi ha diverses espècies de satúrnids (Saturniidae) que també es crien per la seva seda, com ara la Samia cynthia, l'Antheraea pernyi, l'Antheraea assamensis i l'Antheraea yamamai.
Les larves de moltes espècies s'utilitzen com a aliment, especialment a l'Àfrica, on són una font important de nutrició, però també en països d'Àsia i Amèrica. Les larves de Gonimbrasia belina, de la família dels satúrnids, és un recurs alimentari significatiu a l'Àfrica meridional. Un altre satúrnid utilitzat com a aliment és l'Usta terpsichore. Només a la República del Congo, es cullen més de 30 espècies de larves de arnes com a aliment. Algunes d'elles es venen no només als mercats locals dels pobles, sinó que se n'exporten tones d'un país a un altre.